# Araneus boreus
Araneus boreus este o specie de păianjeni din genul Araneus, familia Araneidae, descrisă de Toshio Uyemura și Takeo Yaginuma în anul 1972. Conform Catalogue of Life specia Araneus boreus nu are subspecii cunoscute.